# Ingrid Eberle
Ingrid Eberle (Dornbirn, 3 giugno 1957) è un'ex sciatrice alpina austriaca.

## Biografia
Sciatrice polivalente, Ingrid Eberle è sorella di Sigrid, a sua volta sciatrice alpina. Attiva negli anni 1970 e nei primi anni 1980,  ottenne i primi risultati internazionali di rilievo nel 1973, quando si piazzò per la prima volta a punti in Coppa del Mondo (6ª nella discesa libera di Sankt Moritz del 10 febbraio) e chiuse al 3º posto la classifica generale della Coppa Europa. Nel circuito continentale fu anche 2ª nella classifica di slalom gigante della stagione 1975-1976, mentre in Coppa del Mondo ottenne il primo podio piazzandosi 2ª nello slalom gigante della Sierra Nevada del 24 marzo 1977, dietro a Lise-Marie Morerod e davanti a Ursula Konzett.
Colse il suo secondo e ultimo podio in Coppa del Mondo arrivando 3ª terza nella combinata di Arosa del 16 gennaio 1980, dietro ad Annemarie Moser-Pröll e Hanni Wenzel; nello stesso anno prese parte ai XIII Giochi olimpici invernali di Lake Placid 1980, sua unica presenza olimpica, classificandosi 6ª nella discesa libera, 14ª nello slalom gigante, 13ª nello slalom speciale e vincendo la medaglia di bronzo nella combinata, disputata in sede olimpica ma valida solo per i Mondiali 1980.
Partecipò anche ai Mondiali di Schladming 1982, piazzandosi 13ª nello slalom speciale, e ottenne l'ultimo piazzamento della sua carriera agonistica il 14 febbraio dello stesso anno, quando si classificò 7ª nella discesa libera di Coppa del Mondo disputata ad Arosa.

## Palmarès

### Mondiali
- 1 medaglia:
  - 1 bronzo (combinata a Lake Placid 1980)

### Coppa del Mondo
- Miglior piazzamento in classifica generale: 16ª nel 1980
- 2 podi (1 in slalom gigante, 1 in combinata):
  - 1 secondo posto
  - 1 terzo posto

### Coppa Europa
- Miglior piazzamento in classifica generale: 3ª nel 1973[1]
- 16 podi:
  -  3 vittorie[senza fonte]

#### Coppa Europa - vittorie
| Data            | Località   | Paese   | Specialità |
| --------------- | ---------- | ------- | ---------- |
| 27 gennaio 1973 | Schladming | Austria | DH         |
| 1973            | Barèges    | Francia | SL         |
| 1974            | Folgarida  | Italia  | GS         |

Legenda:

DH = discesa libera

GS = slalom gigante

SL = slalom speciale

### Campionati austriaci
- 6 medaglie[1]:
  - 2 ori (slalom gigante nel 1980; combinata nel 1982)
  - 3 argenti (slalom gigante nel 1977; discesa libera nel 1981; slalom speciale nel 1982)
  - 1 bronzo (slalom speciale nel 1977)

### Campionati austriaci juniores
- 4 medaglie[1]:
  - 2 ori (slalom gigante, slalom speciale nel 1974)
  - 2 argenti (slalom gigante, slalom speciale nel 1972)